# Trampa para Catalina
Trampa para Catalina es una comedia española estrenada en 1961, dirigida por Pedro Lazaga y protagonizada en los papeles principales por Concha Velasco, Antonio Ozores y Manolo Gómez Bur.

## Argumento
Catalina es una joven ladronzuela, que se gana la vida cometiendo robos en el Mercado de Pescados de Madrid, en compañía de sus amigos Tuliqui y D.K.W. Un día observa que la sigue un misterioso coche negro, ocupado por una enigmática pareja. Los seguidores de Catalina resultan ser Córdoba y Cardona, guardaespaldas de Silvia Ferreiro, hija de un multimillonario, de un fantástico país. Silvia, que siempre sintió predilección por las aventuras amorosas, se ha fugado con un torero, y Córdoba y Cardona, así como Fanny y Tito, que completan el equipo, se encuentran con el problema de recuperarla o perder su empleo. Catalina se parece mucho a Silvia y tras una difícil negociación acaba por aceptar el papel de doble. Para ello tiene que ser educada y enseñada. Tuliqui, D.K.W. y Cayetano, este último un tercer hombre, que se agrega al grupo, se van a vivir con ella al Hotel de Córdoba y Cardona, para protegerla y aprovecharse al mismo tiempo de la buena vida.

## Reparto
- Concha Velasco como Catalina.
- Antonio Ozores como Córdoba.
- Manolo Gómez Bur como Cardona.
- José María Mompín como Cayetano.
- Trini Alonso como Fanny.
- Jesús Aristu como José Ochoa.
- Venancio Muro como	D.K.V.
- Enrique Ávila como	Tuliqui.
- Julio Carabias como Ricardo.
- Juan Cazalilla como Don Laureano.
- Aníbal Vela Lamana como Tonet.
- José Villasante como Pedrín.
- Beni Deus como Tito.
- Dolores Bremón como Abuela.
- Rogelio Madrid como Torero Niño de Carmona.
- Manuel Lozano Sevilla como	Locutor noticiario.
- Matías Prats como	Locutor deportivo.
- Mariano Medina como Hombre del tiempo.